# Holtbyrnia laticauda
Holtbyrnia laticauda är en fiskart som beskrevs av Sazonov, 1976. Holtbyrnia laticauda ingår i släktet Holtbyrnia och familjen Platytroctidae. Inga underarter finns listade i Catalogue of Life.